# Navio do século XVI (nau)
A 3 de setembro de 2018 foi descoberto dos restos de uma nau da Carreira da Índia dos finais do século XVI ou início do século XVII que foram encontrados junto ao ilhéu do Bugio, no rio Tejo por uma equipa de arqueólogos subaquáticos da Câmara de Cascais. 
Pensa-se que a nau terá naufragado entre 1575 e 1625, e que é considerada a "descoberta do século", segundo o município. 
Foram encontrados alguns artefactos como nove canhões em bronze marcados com o escudo nacional ou com a esfera armilar, fragmentos de pratos de porcelana chinesa da época Wanli, grãos de pimenta, cauris (moluscos usados como moedas) do tráfego de escravos e partes do casco do navio foram identificados na areia a 12 metros de profundidade ao largo do Forte de São Lourenço da Cabeça Seca (Bugio)    . 
Conforme o diretor do projeto,  “brevemente” a nau irá transformar-se num campo-escola, para a formação de alunos universitários de Arqueologia.